# Maurice Galbraith Cullen
Maurice Galbraith Cullen (* 6. Juni 1866 in St John’s, Neufundland; † 28. März 1934 in Chambly, Québec) war ein kanadischer Maler des Impressionismus.

## Leben

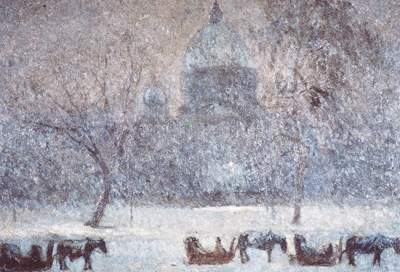
St. James Cathedral, Dominion Sq. Montreal, um 1909–1912

Bereits mit vier Jahren zog Maurice Cullen mit seiner Familie von Neufundland nach Montreal, wo er aufwuchs und zur Schule ging. Von 1884 bis 1887 bekam er Kunstunterricht an der lokalen Kunstschule Conseil des arts et manufactures de Montréal und studierte danach bei Louis-Philippe Hébert Bildhauerei. 1888 ging er zum weiteren Studium nach Paris, wo er an der Société nationale des beaux-arts unter anderem bei Jean-Léon Gérôme und Jules-Élie Delaunay studierte. Parallel besuchte er die privaten Institute Académie Colarossi und Académie Julian. Er wurde 1895 in die Société nationale des beaux-arts aufgenommen. 1896 kehrte er nach Montreal zurück und konzentrierte sich auf sein künstlerisches Hauptthema, die Darstellung von Winterlandschaften im impressionistischen Stil.
Von 1900 bis 1902 reiste er erneut nach Frankreich und besuchte auch Italien und Nordafrika. 1907 wurde er als Vollmitglied in die Royal Canadian Academy of Arts gewählt, der er seit 1899 bereits als assoziiertes Mitglied angehörte. In seiner Heimat stellte er mit dem 1907 gegründeten Canadian Art Club aus, dem er als eines von 20 Mitgliedern angehörte. Zu seinen Freunden und Kollegen gehörten zu dieser Zeit vor allem James Wilson Morrice, William Brymner, Clarence Gagnon, Edmund Morris, A. Phimister Proctor, Horatio Walker, Homer Watson, Curtis Williamson und Marc-Aurèle de Foy Suzor-Coté, der sein Atelier im gleichen Gebäude hatte wie Cullen.
Im Ersten Weltkrieg diente Maurice Cullen als Kriegsmaler in Europa und schuf im Auftrag des Canadian War Memorials Fund Werke, die kanadische Kriegsaktivitäten darstellten. Nach dieser Zeit kehrte er erneut nach Kanada zurück und änderte seinen Malstil in den 1920er Jahren hin zu einer realistischeren Darstellung der Details.
Für sein künstlerisches Wirken ehrte die kanadische Regierung, vertreten durch den für das Historic Sites and Monuments Board of Canada zuständigen Minister, am 24. Mai 1944 Maurice Cullen und erklärte ihn zu einer „Person von nationaler historischer Bedeutung“.

## Bildauswahl

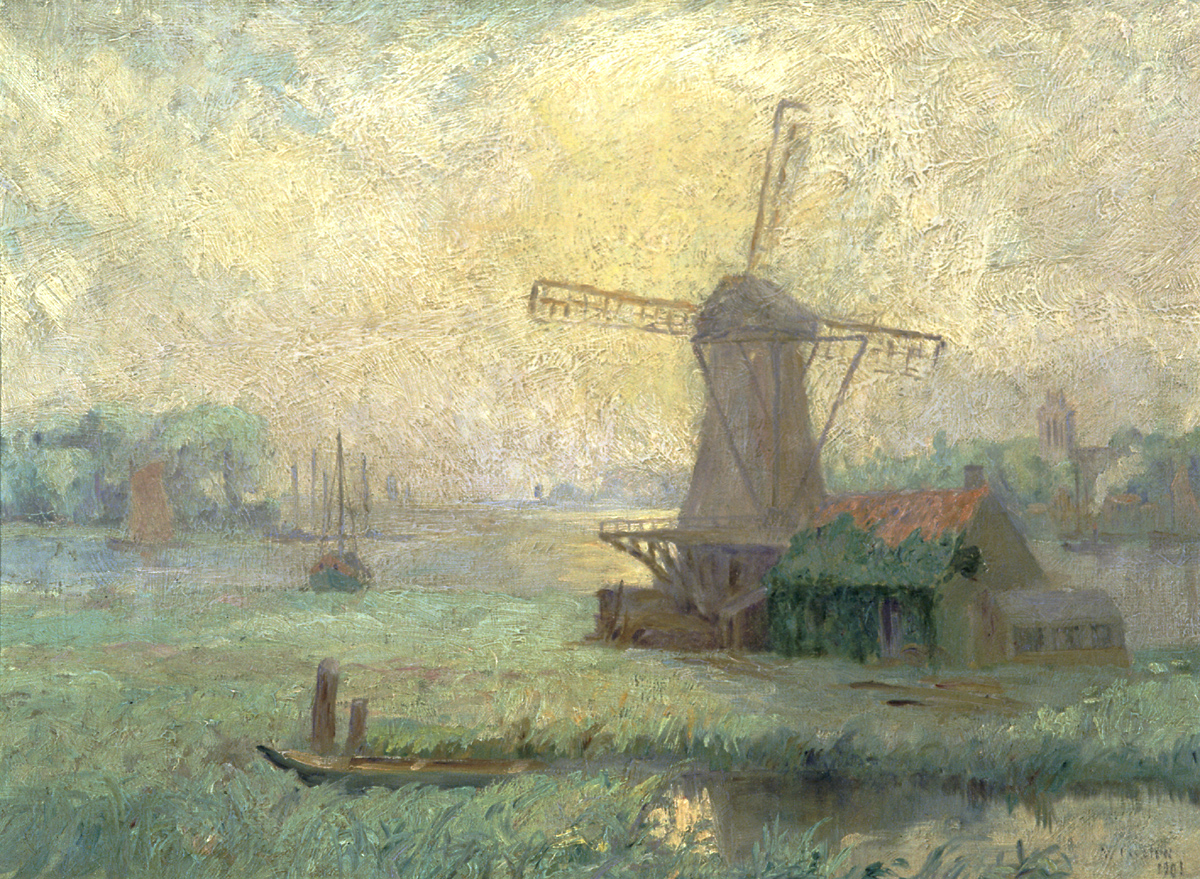
Untitled (Windmill near river), 1901
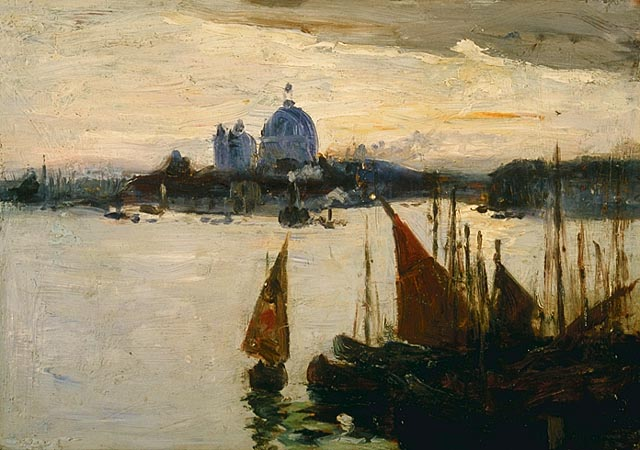
Venice, 1901
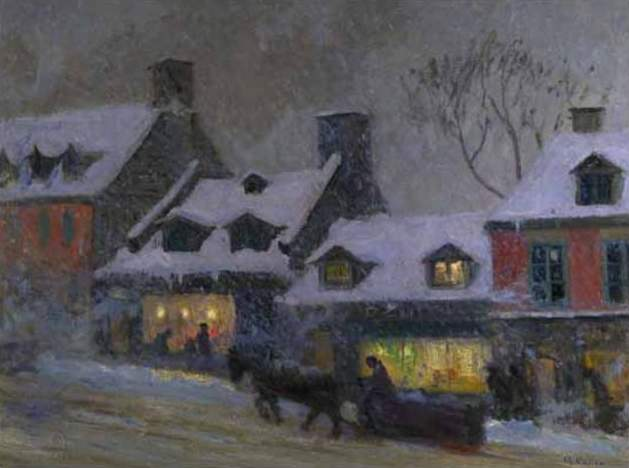
The bird shop, St. Lawrence Street, 1920
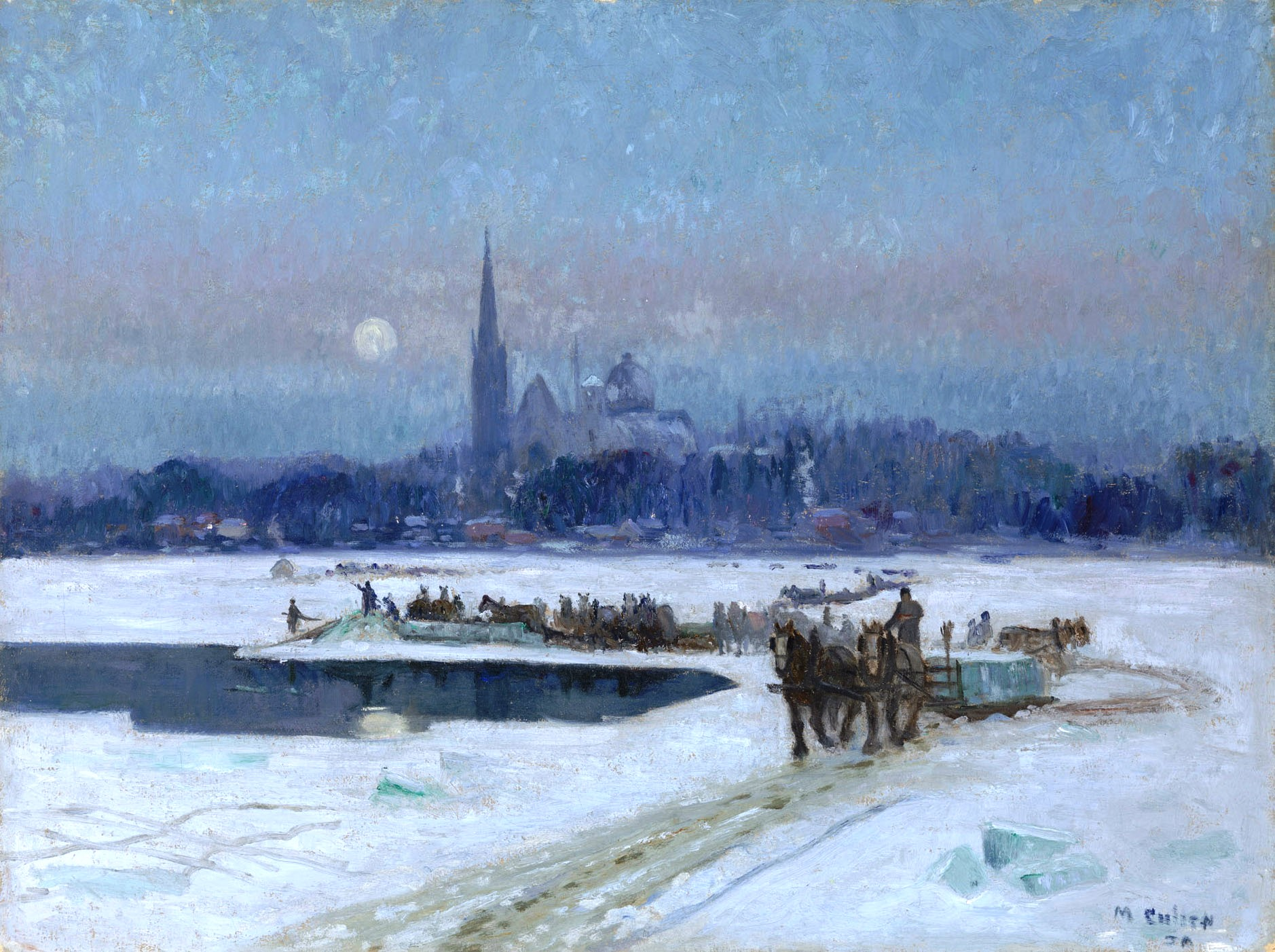
Ice cutters, Longueuil, 1923